# 로망스 (드라마)
《로망스》는 2002년 5월 8일부터 2002년 6월 27일까지 방영된 문화방송 수목미니시리즈이다. 일본 TBS 드라마 《마녀의 조건》을 리메이크한 작품이다.

## 등장 인물
- 김하늘 : 김채원 역

고등학교 국어선생님. 진해 벚꽃축제서 관우를 만나 사랑하게 되면서 알 수 없는 소용돌이에 빠진다. 관우와의 사이가 학교에 알려지게 되고 채원은 관우를 지키기 위해 학교를 떠난다.
- 김재원 : 최관우 역

고3 학생. 진해 벚꽃축제서 채원을 만나 사랑하게 되었다. 하지만 채원은 선생님이다. 채원과 3년 후 진해에서 만나기로 약속을 하고 청바지 일에 매진한다.
- 정성환 : 이은석 역

채원을 오랜 시간 좋아했지만 관우 때문에 회사도 채원도 얻을 수 없을 거 같아서 걱정이다.
- 김유미 : 최윤희 역

아버지의 사업실패 후 상처가 크다. 관우의 누나. 은석에게 의도적으로 접근 하지만, 은석을 사랑하게 된다.
- 문지윤 : 최장비 역

윤희, 관우의 남동생.
- 이병준 : 최공명 역

윤희, 관우, 장비의 배 다른 막내 동생.
- 김해숙 : 이영숙 역

윤희, 관우, 장비의 어머니.
- 현석 : 최장수 역

윤희, 관우, 장비의 아버지.
- 박원숙 : 윤미희 역

채원의 어머니. 관우 아버지의 회사를 망하게 한 장본인이다.
- 심양홍 : 김대건 역

채원의 아버지. 매사 근엄하시다.
- 김용건 : 이영규 역

영숙의 오빠.
- 안연홍 : 서민주 역

미희의 회사 비서. 채원과 둘도 없는 절친이다.
- 고명환 : 김봉균 역
- 한혜진 : 윤지수 역

관우의 같은 반 친구. 관우를 좋아하며 채원을 시기하게 되었다. 채원을 질투해 학교 게시판에 둘의 사이를 알리는데 관우가 퇴학 당할 위기에 처하게 된다.
- 차서린 : 소영 역

관우의 같은 반 친구. 채원의 드럼을 가르쳐주는 선생님이 되기도 한다.
- 강래연 : 수미 역

관우의 같은 반 친구.
- 서현기 : 이강주 역
- 김흥수
- 김은수
- 정경순
- 고주연
- 진태현
- 이건주
- 김철기
- 공재원
- 권은아
- 정승재
- 주우
- 장경희
- 김일웅
- 김상엽
- 이승아
- 조재혁
- 양현태
- 염재욱
- 오협
- 강보라
- 신동미
- 지양명
- 김신일
- 문보연
- 윤희주
- 손민경
- 전인택
- 최재호
- 손민우
- 이상이
- 최자혜
- 유퉁
- 조명진
- 김명국

## 수상
- 2002년 MBC 연기대상 남자 신인상, 인기상 김재원
- 2002년 MBC 연기대상 여자 최우수연기상 김하늘
- 2002년 MBC 연기대상 여자 신인상 김유미

## 참고 사항
- 선생님과 제자의 사랑이야기를 다룬 작품으로 거기에다가 현대판 로미오와 줄리엣까지 더해진 줄거리로 2002년 FIFA 월드컵 열기가 한창 뜨거웠음에도 불구하고 30%가 넘는 시청률을 기록하였다.[1]
- 다만 여교사와 고교생 제자의 사랑을 다룬다는 설정 때문에 시작 전부터 교원단체로부터 수위 조정을 경고받았고, 드라마가 진행되면서도 교사의 권위를 실추시키고 비교육적·선정적인 내용을 담았다는 지적을 받기도 했다.[2]
- 당초 김남주가 김채원 역으로 낙점됐으나 '나이가 있어서 어울리지 않을 것 같다'며 극구 사양하여 김하늘이 대타로 들어갔다.[3]